# تيدي جونز
تيدي جونز (بالإنجليزية: Teddy Jones)‏ هو لاعب كرة قدم أسترالية أسترالي، ولد في 6 مارس 1910، وتوفي في 30 نوفمبر 1989.

## وصلات خارجية
- تيدي جونز على موقع AustralianFootball.com (الإنجليزية)
- تيدي جونز على موقع AFLtables.com (الإنجليزية)